# Scleropactes tristani
Scleropactes tristani là một loài chân đều trong họ Scleropactidae. Loài này được Arcangeli miêu tả khoa học năm 1931.